# As-Safirah
as-Safirah (arabiska السفيرة) är en stad i nordvästra Syrien. Den är en av provinsen Aleppos största städer och hade cirka 95 800 invånare vid folkräkningen 2013.